# Caerhun
Caerhun è una comunità (community) di circa 1.300 abitanti del Galles nord-orientale, facente parte del distretto di contea di Conwy (contea tradizionale: Caernarvonshire) e situata lungo il corso del fiume Conwy.

## Geografia
Caerhun si trova lungo la sponda occidentale del fiume Conwy, a sud-ovest di Tal-y-Cafn.

## Monumenti e luoghi d'interesse

### Architetture religiose

#### Chiesa di Santa Maria
Principale edificio religioso di Caerhun è la chiesa di Santa Maria, eretta probabilmente nel XIII secolo da monaci provenienti dall'abbazia di San Menan.

### Siti archeologici

#### Canovium
Principale attrattiva della zona è Canovium, un forte romano, costruito nel 75 a.C. per difendere la via che da Chester conduceva verso i loro avamposti lungo il confine tra Galles e Inghilterra.

## Società

### Evoluzione demografica
Al censimento del 2011, la comunità di Caerhun contava una popolazione pari a 1.292 abitanti.

## Geografia antropica

### Suddivisione amministrativa
Villaggi
- Llanbedr-y-cennin
- Rowen
- Tal-y-bont
- Ty'n-y-groes